# Specjalistyczna grupa ratownicza (pożarnictwo)

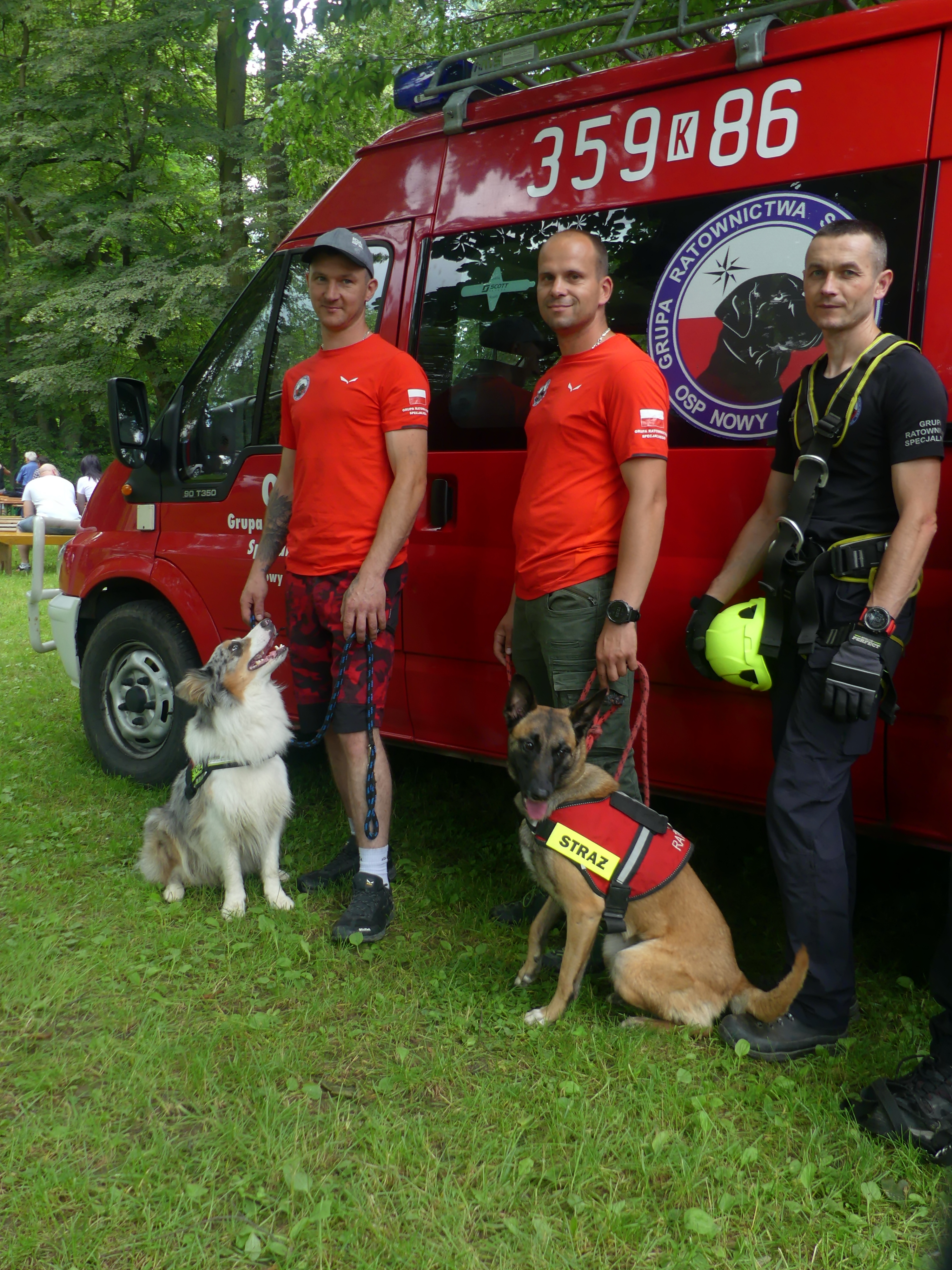
Grupa Ratownictwa Specjalnego OSP z Nowego Sącza, strażacy z psami ratowniczymi

Specjalistyczna grupa ratownicza (pożarnictwo) – pododdział ratowników posiadających specjalistyczne przeszkolenie i uprawnienia, wyposażony w sprzęt dostosowany do wykonania specjalistycznego zadania ratowniczego, w sile uzależnionej od specyfiki danej specjalności.
W ramach KSRG wyróżnia się następujące specjalistyczne grupy ratownicze:
- poszukiwawczo-ratownicze,
- ratownictwa wysokościowego,
- wodno-nurkowe,
- sonarowe[1],
- ratownictwa technicznego,
- ratownictwa chemicznego i ekologicznego,
- ratownictwa medycznego.